# Bahama Islands
Bahama Islands (abreviado Bahama Isl.) es un libro con ilustraciones y descripciones botánicas que fue escrito por  George Burbank Shattuck y publicado en el año 1905.